# Carmine Falcone
Pour les articles homonymes, voir Falcone (homonymie).
Carmine Falcone, surnommé « le Romain », est un personnage de fiction appartenant à l'univers de DC Comics. Créé par le scénariste Frank Miller et le dessinateur David Mazzucchelli, il est apparu pour la première fois dans le comic book Batman #404 en 1987.

## Biographie du personnage
Carmine Falcone est le parrain de la mafia de Gotham City et dirige toutes les activités illégales de la ville. Il a également la police dans sa main. Selina Kyle le soupçonne d'être son père. Ses crimes étant une grosse source de revenus, il tente tout pour avoir un compte en banque dans la Gotham City Bank pour blanchir son argent gagné dans ses activités criminelles. À la suite du refus de l'administration de la banque, il demande l'aide de L'Empoisonneuse, du Chapelier fou et de l'Épouvantail pour l'aider à posséder ce compte en banque, rompant ainsi le pacte tacite séparant les gangsters des « fêlés ». Il se fait assassiner un jour d'Halloween par Double-Face, alias Harvey Dent, le procureur récemment défiguré sur son ordre, devant sa fille Sofia qui tombe du balcon en tentant d'assassiner le tueur.

## Famille Falcone

### Sofia Falcone
À la mort de son père Carmine, elle reprend les activités mafieuses de la famille. Pour venger son père, elle élabore un vicieux stratagème à l'encontre de Double-Face. Ce dernier finit par la tuer alors qu'elle se battait contre Batman qui voulait l'empecher de pendre Double-Face.

### Mario Falcone
Le frère benjamin de Sofia est le seul membre presque honnête de la famille. Mario est à la tête d'une entreprise d'importations, qu'il désire entièrement légale et débarrassée de la mauvaise réputation du nom de Falcone. Lors d'une réunion, le Joker tue tout le conseil d'administration d'une entreprise avec qui il entrait en affaire. Mario collabore aussi avec Janice Porter, une jeune procureur à la suite d'Harvey Dent dont elle est l'amante, pour lui parler de toutes les activités que fait sa sœur. Ce sera le seul survivant de la famille, bien qu'il soit brisé par la folie dans laquelle sont tombés sa sœur et son frère.

### Alberto Falcone
Dernier-né de la famille, il est en réalité Holiday (il n'est toutefois pas le seul à endosser cette identité), un tueur en série n'agissant que les jours fériés et tenant Gotham sous son emprise pendant un an. Après le meurtre de Salvatore Maroni, il est arrêté par Batman, qui le blesse au bras droit. Alors qu'il doit passer à la chambre à gaz, Janice Porter réussit à le faire interner dans une maison de la Familia sous surveillance électronique. Atteint psychologiquement, croit-on, Alberto a des hallucinations et croit entendre la voix de son père un bon moment. Trouvant le cadavre de Janice sur son lit et son pistolet préféré dans la main, il comprend que le tout n'était qu'une machination pour le pousser à se tuer. Il finit par découvrir que l'Homme-Calendrier, l'un des pions de Double-Face, en était l'auteur. Après l'avoir blessé, il succombe peu de temps après, aux mains de sa sœur.

### Kitrina Falcone
Nièce de Mario Falcone, elle est d'abord connue sous le nom de Kittyhawk avant de devenir Catgirl. Après une tentative de meurtre de son oncle (qui pensait qu'elle essayait de le doubler ), elle prend la fuite, rencontre Catwoman et devient son acolyte. Elle apparaît dans les histoires "Life after Death" et "Eye of the Beholder".

## Œuvres où le personnage apparaît

### Comics
- 1987 : Batman : Année 1 (Batman: Year One) de Frank Miller et David Mazzucchelli : les débuts de Batman revus par Frank Miller.
- 1996 : Un long Halloween (Batman: The Long Halloween) de Jeph Loeb et Tim Sale : une série de Batman revenant sur la période d'un Batman débutant, à la suite de Year One.

### Cinéma
- 2005 : Batman Begins (Christopher Nolan), interprété par Tom Wilkinson (VF : Philippe Catoire / VQ : Jean-Marie Moncelet)
Dans Batman Begins, c'est aussi un caïd de la pègre qui négocie la libération conditionnelle de ses hommes de main grâce à un psychiatre corrompu, le docteur Jonathan Crane, alias l'Épouvantail.
- 2022 : The Batman de Matt Reeves, interprété par John Turturro.
Dans The Batman, c’est le parrain de la mafia de Gotham City à la tête de l’Iceberg Lounge, le club de nuit de la ville. Il est lié à l’affaire du Riddler où il aurait conclu un pacte criminel avec plusieurs personnes de l’élite de Gotham comme le maire, le commissaire ou le procureur. Il donne des ordres à son lieutenant qui est le Pingouin, il a une fille qui n’est autre que Selina Kyle alias Catwoman. Il se fera tuer par le Riddler depuis un bâtiment voisin.
- 2024 : The Penguin de Lauren LeFranc, interprété par Mark Strong.

### Séries télévisées
- 1993 : Batman (2 épisodes) (VO : Walter Olkewicz)
- 2014-2017 : Gotham (22 épisodes en saison 1, saison 2, saison 3 et invité saison 4) avec John Doman (VF : Philippe Dumond)

### Films d'animation
- 2011 : Batman: Year One (VO : Alex Rocco ; VF : Vincent Ropion)
- 2021 : Batman: The Long Halloween de Chris Palmer (VO : Titus Welliver)

### Jeux vidéo
- Batman Begins, le jeu vidéo (VO : Tom Wilkinson ; VF : Cyrille Monge)
- Batman: Arkham Origins
- Batman: A Telltale Games Series